# فرهنگسرای نیاوران
فرهنگسرای نیاوران مجموعه‌ای فرهنگی است در شمال شرقی تهران. این مجموعه در دههٔ ۱۳۵۰ توسط کامران دیبا طراحی شد. زیر بنای فرهنگسرای نیاوران ۱۱۰ هزار متر مربع است که در بخش‌هایی از یک باغ خصوصی که بدون استفاده مانده بود، ساخته شد. در ابتدا قرار بود در این باغ یک دفتر ویژه برای مدیریت مراکز خیریه و انجمن‌های علمی و فرهنگی ساخته شود اما به پیشنهاد کامران دیبا یک مجموعهٔ فرهنگی در بخش‌هایی از این باغ ساخته شد و از دفتر مخصوص شهبانو فرح پهلوی جدا شد. واژهٔ فرهنگسرا نخستین بار توسط نخستین مدیر این مجموعه استفاده شد و فرهنگسرای نیاوران نخستین فرهنگسرای ایران است که سرآغاز ایجاد فرهنگسراهای دیگری در ایران شد.
تا پیش از انقلاب ۱۳۵۷ این فرهنگسرا تحت نظر وزارت فرهنگ و هنر قرار داشت و پس از انقلاب به وزارت فرهنگ و ارشاد اسلامی واگذار شد و مدتی به عنوان دانشکده هنر کاربرد داشت اما در ۱۳۷۴ خورشیدی به کارکرد کنونی‌اش یعنی فرهنگسرا تغییر کاربری داد و در حال حاضر تنها فرهنگسرای متعلق به وزارت فرهنگ و ارشاد اسلامی است.

## پیشینهٔ ساخت

کامران دیبا، معمار و طراح اصلی فرهنگسرای نیاوران در اسفند ۱۳۵۶.

فرهنگسرای نیاوران در باغ نیاوران واقع شده است. به گفتهٔ کامران دیبا باغ نیاوران تا پیش از توسعه و استفاده از آن به عنوان مجموعهٔ نیاوران یک باغ خصوصی و خالی بود که سال‌ها به حال خود رها شده بود. این باغ پیش از تخلیه، محلی برای نگهداری از بیماران مبتلا به بیماری سل بود. مسئولان وقت باغ را خریدند و کاربری آن را تغییر دادند؛ پارک نیاوران، دفتر مخصوص شهبانو فرح پهلوی و این فرهنگسرا در بخش‌های مختلف این باغ ساخته شدند. توسعهٔ شهر و افزایش قیمت زمین، موجودیت باغ‌های تهران را به خطر انداخته بود و مسئولان کوشیدند تا با خریداری و تغییر کاربری، باغ را به گونه‌ای حفظ کنند. به گفته فریار جواهریان، معمار و طراح صحنه، در ابتدا قرار نبود که فرهنگسرایی در این باغ ایجاد شود و تنها قرار بود یک دفتر برای رسیدگی به ۲۲ انجمن خیریه و چندین انجمن علمی و فرهنگی ایجاد شود. اما کامران دیبا، طراح این مجموعه، به مسئولان وقت که کارفرمای اصلی بودند، پیشنهاد داد تا در بخش جنوبی این باغ یک مرکز فرهنگی شامل نگارخانه، رستوران و کافه‌تریا، آمفی‌تئاتر و کتابخانه ساخته شود و در دسترس عموم باشد. مسئولان این ایده را چنان پسندیدند که در نهایت تمام طرح به شکل مستقل درآمد و کاملاً از سازمان اولیه مستقل شد و در همان مکان بنای جدیدی ساخته شد. بنای فرهنگسرای نیاوران از نظر طراحی معماری معاصر ایران دارای اهمیت و یکی از بناهای شاخص معماری مدرن ایران است.
این بنا در تاریخ ۳۰ تیر ۱۳۸۴ با شمارهٔ ثبت ۱۲۲۷۹ به‌عنوان یکی از آثار ملی ایران به ثبت رسیده است.

### فرهنگسرا
فیروز شیروانلو که نخستین مدیر فرهنگسرای نیاوران بود، برای نخستین بار واژه فرهنگسرا را در توصیف مجموعهٔ فرهنگی نیاوران به کار برد و آن را به مجموعه واژه‌های فارسی اضافه کرد. فرهنگسرای نیاوران را نیز می‌توان نخستین فرهنگسرای ایران نام نهاد. با خلق فرهنگسرای نیاوران ایجاد فرهنگسراهای دیگر در سایر نقاط تهران به ویژه بعد از انقلاب شتاب گرفت و فرهنگسراهای متعددی در محله‌های تهران ایجاد شدند.

## منبع الهام
بنای ساختمان‌های فرهنگسرا با وجود آن که از سبک معماری پست‌مدرن پیروی می‌کند اما با شیوه‌ای مینیمالیستی از معماری سنتی ایرانی الهام گرفته‌شده است. برای نمونه سردر اصلی فرهنگسرا با الهام از ساختار هشتی معماری سنتی بنا شده است.
حیاط مرکزی فرهنگسرا هم یکی دیگر از بخش‌هایی است که با الهام از معماری سنتی ایران ساخته شده؛ حیاط فواره و باغچه دارد که درهای ساختمان به روی آن باز می‌شود. حیاط مرکزی، دروازه ورودی، رواق‌های ساختمان‌ها و نورگیرهای منحنی‌دار از المان‌های آشنای معماری سنتی ایرانند. با این وجود، ظاهر ساختمان‌ها در نگاه اول سنتی ایرانی به نظر نمی‌رسند و بیشتر سبک معماری لو کوربوزیه، معمار و طراح مدرن سوئیسی، را به مخاطب می‌رساند. اما با نگاه دقیق‌تر و ریشه‌ای به ساختمان‌ها و سبک معماری می‌توان ریشه‌های ایرانی بناها را دید.
در واقع، دیبا در طراحی فرهنگسرا الگوهای معماری ایرانی را به کار گرفت، بدون اینکه از عناصر عینی این معماری استفاده کرده باشد و برای مثال در ساخت نماهای ساختمان‌ها از بتن مسلح استفاده کرد و با افزودن مقداری پودر سنگ زرد و سفید، رنگی سبز مانند به نماها داد. این رنگ یادآور کاهگل که از عناصر معماری سنتی ایرانی است بود.

## طراحی و معماری

بخشی از فرهنگسرای نیاوران در دههٔ ۱۳۵۰.

مجموعهٔ فرهنگسرا در بخش جنوبی باغ قدیمی ساخته شد. دیبا ساختمان‌های فرهنگسرا را بر روی ساختمان‌های باغ قدیمی ساخت تا جلوی قطع شدن درخت‌های باقی‌ماندهٔ باغ را بگیرد. درخت‌ها در ترتیبی نامعین پراکنده‌اند و حضورشان اتفاقی، یا باقی‌مانده‌هایی از یک باغ قدیمی به نظر می‌رسند. مساحت کلی این مجموعه ۱۱۰ هزار متر مربع و مساحت ساختمان اصلی ۱۰ هزار متر مربع است. ساختمان‌های فرهنگسرا با بتن مسلح ساخته شدند. در طراحی این مجموعه نادر اردلان و یک معمار انگلیسی به نام میجر نیز به دیبا کمک کردند.
سردر ورودی به عنوان پیش ورودی برای دسترسی به در اصلی فرهنگسرا می‌باشد. طراحی سردر ورودی برگرفته از ساختار فضای هشتی در معماری سنتی ایران است. سمت راست ورودی، اتاق نگهبان قرار دارد و دسترسی به ساختمان‌های اصلی از طریق پله‌ها صورت می‌گیرد. سکوها و شمشادها که در دو طرف پله‌ها قرار دارند مخاطب به سمت ساختمان اصلی هدایت می‌کنند.
مسیر اصلی و پر درخت شمالی-جنوبی با جوی‌ها و آب‌نماها در فاصلهٔ ساختمان فرهنگسرا و دفتر مخصوص فرح پهلوی، بازمانده باغ قدیمی است. در چینش محل ساختمان‌ها تلاش شده که تا حد ممکن از فضاهای خشک و بدون درخت باغ استفاده شود. خود ساختمان فرهنگسرا در گوشهٔ جنوب غربی باغ قرار دارد. ساختمان مجموعه‌ای از بخش‌های مختلف است که با نظر دیبا بخش‌های عمومی‌تر فرهنگسرا همچون کتابخانه، سالن‌های نمایش، نگارخانه، کافه‌تریا و فضاهای عمومی از فضاهای دیگر تفکیک شدند و دیبا آن‌ها را گسترش داد که همگی دورادور یک حیاط قرار گرفتند و طرحی مشابه نعل اسب را تداعی می‌کنند.
سازماندهی فضا و ارتباط فضاهای مختلف با عملکردهای متفاوت اداری، خدماتی، نمایشی و غیره در فرهنگسرای نیاوران به خوبی انجام شده است و قابلیت انعطاف و تغییر فضاها از طریق تقسیم فضا، به خصوص در فضاهای نمایشی و همچنین امکان استفاده از شبکه‌های کرکره‌ای، پیش‌بینی شده‌اند.

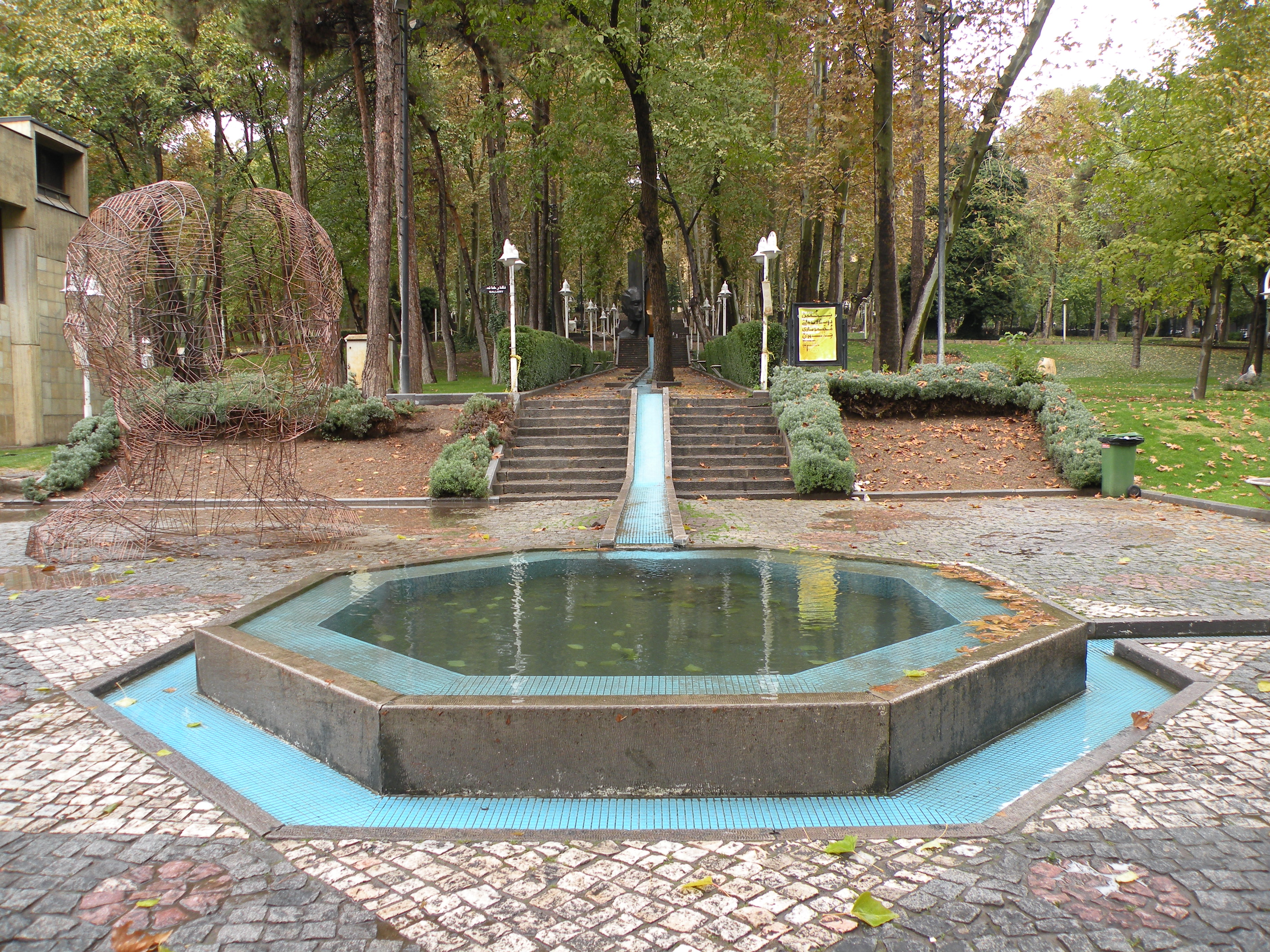
بخشی از مسیر اصلی و شمالی جنوبی فرهنگسرا

طراحی پله‌ها در محل اتصال فضاهای بسته با یکدیگر، راه‌های ارتباطی‌ای را ایجاد کرده است اما این راه‌ها نه فقط به عنوان عامل ارتباط میان اجزا مختلف هستند بلکه در حقیقت معابر اصلی دسترسی به فضاهای بسته را شکل می‌دهند. ساختمان‌ها اختلاف سطح‌هایی با همدیگر دارند که سبب می‌شود افراد با حرکت در فضاهای بسته از پله‌ها و شیب‌ها بالا و پایین بروند که خود نوعی حرکت و پویایی را در فضای فرهنگسرا ایجاد می‌کند.
بنای ساختمان اصلی حدود دو طبقه ارتفاع دارد و تمام بخش‌های مجموعه تقریباً در یک ارتفاع هستند. حجم ساختمان در همه جا یکسان نیست و در حقیقت ساختمان فرهنگسرا از ترکیب حجم‌های کامل و مجزا ساخته شده است. این فضاها با هم یکی نشده‌اند تا یک مجموعه یگانه را بسازند؛ بلکه در کنار هم نشسته‌اند و مجموعه‌ای یگانه را ایجاد کرده‌اند. تفاوت طراحی نما در آن‌ها نیز به جدایی و استقلال آن‌ها از یکدیگر کمک می‌کند. این گوناگونی، فرهنگسرا را به شکل مجموعه‌ای از بناها و حیاط آن را به صورت مرکزی که این فضاها را به هم متصل می‌کند نشان می‌دهد. حیاط مرکزی فرهنگسرای نیاوران از مهم‌ترین فضاهای باغ نیاوران است که در آن کنسرت‌ها، همایش‌های متعدد و فعالیت‌های هنری دیگری برگزار شدند. این حیاط دارای مقیاس درست انسانی است و همه کاربری‌های فرهنگسرا را به دور خود جمع می‌کند.

### قنات

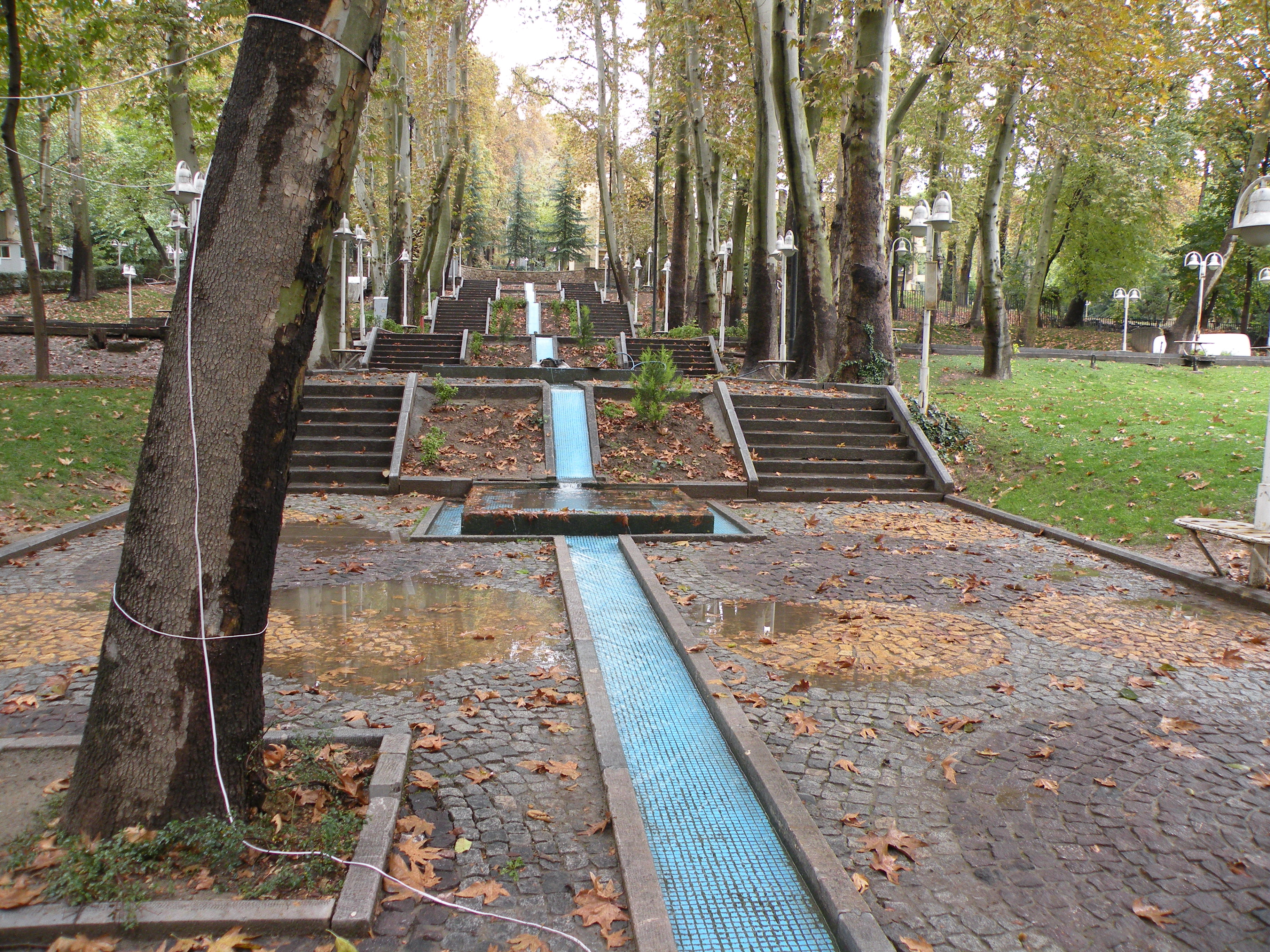
کامران دیبا قنات قدیمی موجود در باغ را با کاشی پوشاند و به آن طرحی نو داد.

باغ خصوصی اولیه آب خود را از قناتی می‌گرفت که از میان آن می‌گذشت. کامران دیبا و همکارانش در هنگام خلق فرهنگسرا تصمیم گرفتند بر روی این قنات و ورودی آب تأکید کنند. به گفته فریار جواهریان آن‌ها مدخل قنات را با کاشی‌های فیروزه‌ای رنگ پوشانند تا بر منبع زندگی‌بخش باغ تأکید کرده باشند. هیچ‌کدام از حوض‌ها، آب‌نماها و جوی‌های دیگر باغ رنگ فیروزه‌ای نداشتند و در مرمت‌های بعدی به اشتباه قنات را با کاشی‌های آبی رنگ بازسازی کردند.
دیبا در مورد قنات چنین گفته بود: «قنات، تأمین کنندهٔ آب مجموعهٔ دلپذیری از استخرها بود که به ترتیب پایین می‌ریزند و از میان تونلی که درخت‌های بلند و پیر چنار پدیدآورده و پرتوهای خورشید از میان آن‌ها می‌تابد، به سوی مرکز فرهنگی می‌رود.»

### مجسمه‌های تناولی
در محوطهٔ بیرونی فرهنگسرا و در ورودی کتابخانه سه مجسمهٔ سه مرد با چهره‌ها و حالت‌های روزمره قرار دارند. این مجسمه‌ها را پرویز تناولی، نویسنده و مجسمه‌ساز ایرانی و دوست کامران دیبا، به درخواست خود دیبا ساخت و در ورودی کتابخانه نصب شدند. ایدهٔ دیبا برای نصب این مجسمه‌ها ساده بود: «تلفیق هنر و معماری با زندگی روزمره». چنین ایده‌ای نشان‌گر معماری مردمی دیبا نیز بود. دیبا در این مورد می‌گوید: «حتی در اروپا و آمریکا هم تا پیش از آن زمان کار مشابهی انجام نشده بود و مجسمه‌ها روی پایه، دور از دسترس و اغلب از مدل اشخاص نامی یا سیاستمداران ساخته می‌شدند.» ایدهٔ اولیهٔ این مجسمه‌ها بعد از دیدن آثاری از استیون سیگال به ذهن دیبا رسید. سیگال مجسمه‌های گچی و سفید می‌ساخت و آن‌ها را در موزه‌ها می‌گذاشت و دست زدن به آن‌ها ممنوع بود. دیبا هنر را از حالت مقدس سنتی‌اش خارج کرد و به میان مردم آورد، مردم در کنار این مجسمه‌ها جمع می‌شدند، به آن‌ها دست می‌زدند و با آن‌ها عکس می‌گرفتند. دیبا در این مورد می‌گوید: «شد ممر درآمدی برای عکاس‌ها و این‌ها همه ربط داشت به ایدهٔ من از معماری.»

## پیشینهٔ استفاده

### مدیریت
تا پیش از انقلاب ۱۳۵۷ فرهنگسرای نیاوران تحت پوشش وزارت فرهنگ و هنر قرار داشت. با پیروزی انقلاب ۱۳۵۷ و ادغام وزرات فرهنگ و هنر در وزارت فرهنگ و آموزش عالی، فرهنگسرای نیاوران در کنار تعداد دیگری از موزه‌ها و مراکز فرهنگی ایران تحت پوشش ادارهٔ کل موزه‌ها که یکی از زیرمجموعه‌های این وزارت‌خانه بود قرار گرفت. در ۱۳۶۰ مدیریت ادارهٔ کل موزه‌ها از وزارت فرهنگ و آموزش عالی به وزارت فرهنگ و ارشاد اسلامی منتقل شد و مدیریت فرهنگسرای نیاوران نیز به این وزارت‌خانه انتقال یافت. در ۱۳۶۴ مدیریت فرهنگسرای نیاوران باز هم تغییر یافت و این بار از ادارهٔ کل موزه‌ها به معاونت هنری وزارت ارشاد منتقل شد. از ۱۳۶۴ تا ۱۳۷۴ این مجموعه به عنوان دانشکدهٔ هنر زیر نظر وزارت ارشاد فعالیت کرد. سید محسن خاتمی رئیس فعلی فرهنگسرای نیاوران است. از رئیس‌های پیشین فرهنگسرا می‌توان به ابوالفضل همراه، محمدجعفر صافی و سید عباس سجادی اشاره کرد.
از ۱۳۷۴ کاربری این فرهنگسرا عوض شد و با مجوز رسمی وزارت ارشاد به عنوان فرهنگسرا به فعالیت ادامه داد. فرهنگسرای نیاوران در حال حاضر تنها فرهنگسرای وزارت فرهنگ و ارشاد اسلامی است.

### رویدادها

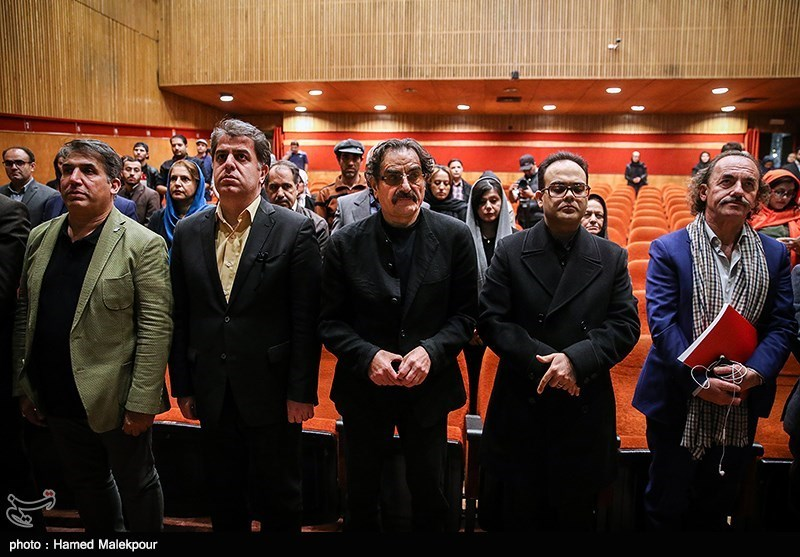
فرهنگسرای نیاوران میزبان رویدادهای هنری فراوانی بوده است، در تصویر شهرام ناظری در مراسم رونمایی از آلبوم «عاشق کیست؟»

فرهنگسرای نیاوران از زمان تغییر کاربری‌اش و آغاز به استفاده به شکل کنونی‌اش در ۱۳۷۴ تا به امروز میزبان تعدادی از رویدادهای مهم فرهنگی و هنری ایران بوده است. از مهم‌ترینِ این رویدادها می‌توان به هشتمین دورهٔ دو سالانهٔ سفال ایران در پاییز ۱۳۸۴، ششمین دورهٔ دو سالانهٔ ملی مجسمه‌سازی تهران در پاییز ۱۳۹۰، نشست‌های هفتگی سه‌شنبه‌های شعر نیاوران در ۱۳۹۵، دوازدهمین دورهٔ جشنوارهٔ ملی موسیقی جوان در تابستان ۱۳۹۷، نمایشگاه گروهی هنرمندان نامدار پیشکسوت از جمله ایران درودی، طاها بهبهانی، حسین نوری، علی فرامرزی و ناصر هوشمند وزیری در آبان ۱۳۹۸ و اجراهایی از سی و پنجمین دورهٔ جشنوارهٔ موسیقی فجر در زمستان ۱۳۹۸ اشاره کرد.

## امکانات

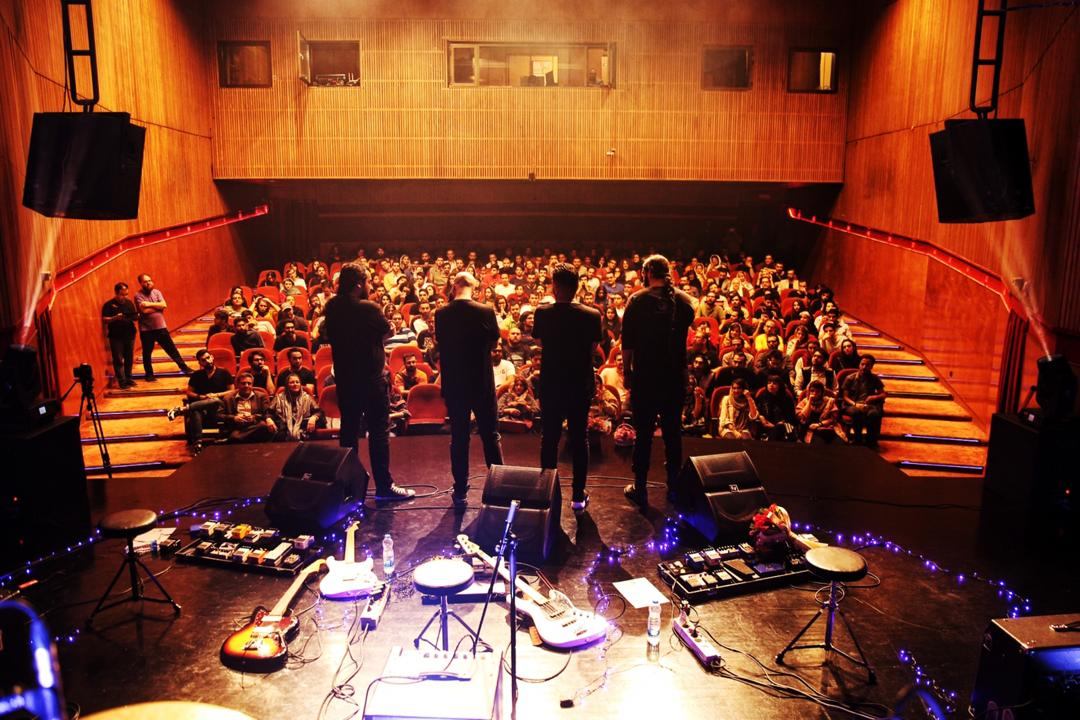
فرهنگسرای نیاوران دو سالن نمایش با ظرفیت‌های ۲۶۲ و ۱۰۹ صندلی دارد.

در حال حاضر فرهنگسرای نیاوران از بخش‌های اصلی همچون یک کتابخانه، دو نگارخانه، دو سالن نمایش، یک باغ، یک رستوران و امکانات جنبی همچون بخش اداری که محل بخش‌های هنرهای تجسمی، سینمایی، گرافیک، موسیقی و روابط عمومی است تشکیل شده است.

### کتابخانه
کتابخانهٔ این مجموعه در فضایی معادل ۲۵۰ متر مربع و همزمان با افتتاح مجموعه در ۱۳۵۷ ایجاد شد. کتاب‌های نخستین این کتابخانه بیشتر در مورد هنر و شرق‌شناسی بودند اما کم‌کم با تغییر کاربری این کتابخانه تعداد کتاب‌هایی هنری بیشتر شدند. از وجوه تمایز این کتابخانه نسبت به دیگر کتابخانه‌ها تعداد زیاد کتاب‌های خارجی در مورد معماری است.

### سالن‌های نمایش
سالن خلیج فارس یا سالن اصلی با ظرفیت ۲۶۲ صندلی هم به عنوان سالن سینما و هم برای اجرای تئاتر و کنسرت‌های موسیقی کاربرد دارد. ابعاد این سالن برای اجراهای صحنه‌ای و موسیقی استاندارد است. سالن گوشه با ظرفیت ۱۰۹ صندلی بین دو ساختمان قرار گرفته و دارای امکانات نیمه حرفه‌ای پخش صوت و تصویر است.

### نگارخانه‌ها

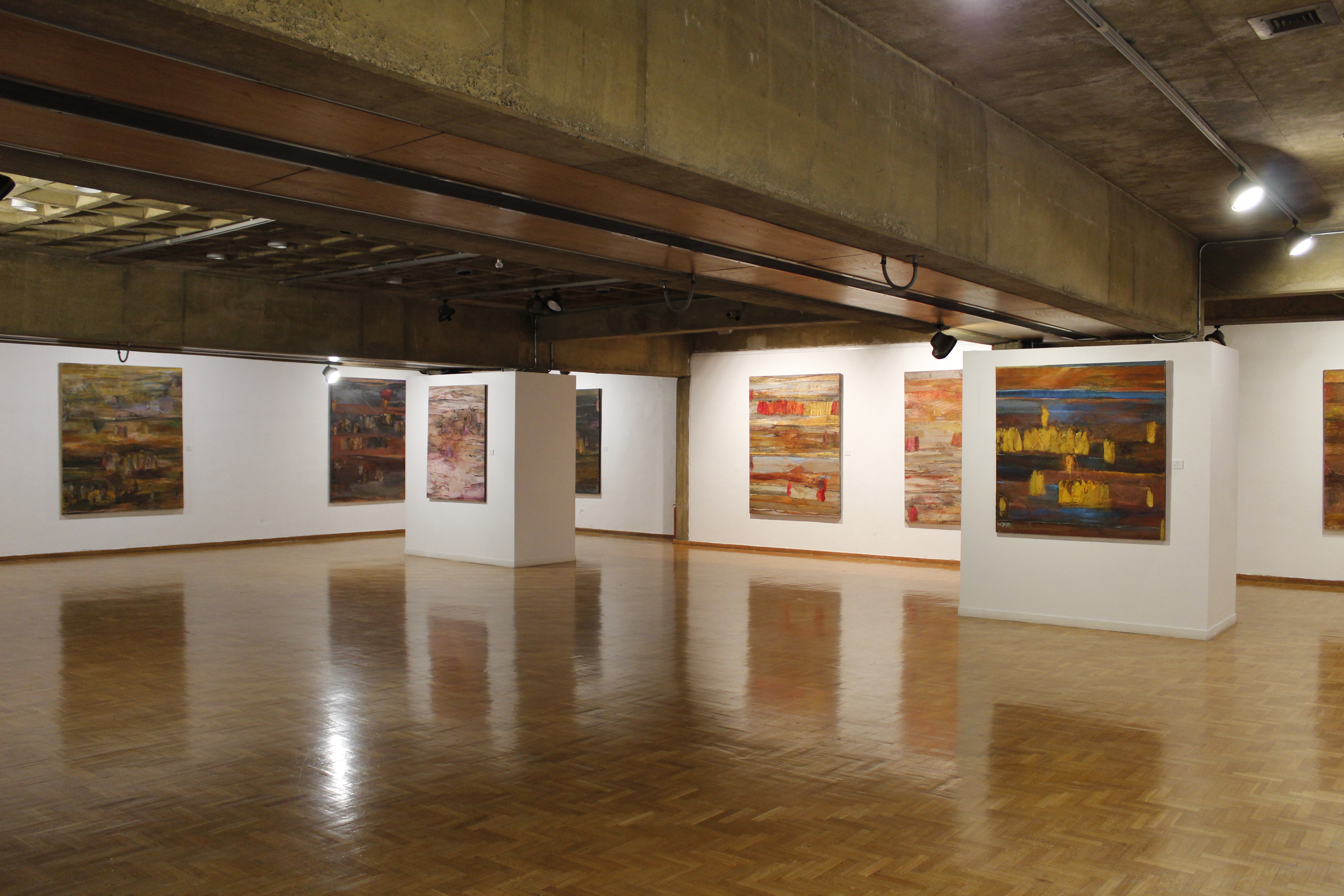
نگارخانه فرهنگسرای نیاوران، از بزرگ‌ترین نگارخانه‌های ایران است.

نگارخانهٔ فرهنگسرای نیاوران از بزرگ‌ترین و اصلی‌ترین نگارخانه‌های ایران محسوب می‌شود. این نگارخانه از چهار و نیم طبقه تشکیل شده و فضای آن از دو نگارخانه شماره یک و شماره دو تشکیل شده است. نگارخانهٔ شماره دو نگارخانه کوچک‌تر است که فضای آن برای عرصهٔ آثار هنرمندان جوان مناسب‌تر می‌باشد.

### باغ
طراحی باغ این فرهنگسرا با الهام‌گیری از باغ ایرانی انجام شده و فضای مسطحش این باغ را تبدیل به مکان مناسبی برای اجرای برنامه‌های فرهنگی و هنری کرده است.